# Wisselwoning
Een wisselwoning is een huis of appartement dat gedurende een bepaalde periode, bijvoorbeeld tijdens een grootschalige renovatie van een aantal sociale huurwoningen, dient als tijdelijk verblijf voor één huishouden. De reguliere woning van dit huishouden kan dan opgeknapt worden.

## Wisselwoningbuurt
In sommige gevallen wordt een aantal wisselwoningen geclusterd ingezet, zodat er bijvoorbeeld op een hoger tempo gerenoveerd kan worden. Om op grote schaal woningen bestendig te maken tegen de gaswinningsproblematiek in Groningen is in 2020 in Ten Post een wisselwoningbuurt opgeleverd.